# Asnières (Eure)
Asnières è un comune francese di 289 abitanti situato nel dipartimento dell'Eure nella regione della Normandia.

## Società

### Evoluzione demografica
Abitanti censiti